# Episodi di Metropolitan Police (ventiseiesima stagione)
La ventiseiesima stagione della serie televisiva Metropolitan Police è stata trasmessa in anteprima nel Regno Unito dalla Independent Television tra il 7 gennaio 2010 e il 31 agosto 2010.
| nº | Titolo originale     | Titolo italiano | Prima TV UK      | Prima TV Italia |
| -- | -------------------- | --------------- | ---------------- | --------------- |
| 1  | Be a Man             |                 | 7 gennaio 2010   |                 |
| 2  | Held Responsible     |                 | 14 gennaio 2010  |                 |
| 3  | Duty Calls           |                 | 21 gennaio 2010  |                 |
| 4  | New Beginnings       |                 | 28 gennaio 2010  |                 |
| 5  | Time Bomb            |                 | 4 febbraio 2010  |                 |
| 6  | Keep Her Talking     |                 | 11 febbraio 2010 |                 |
| 7  | Crossing the Line    |                 | 18 febbraio 2010 |                 |
| 8  | Red Tape             |                 | 25 febbraio 2010 |                 |
| 9  | Protect & Serve      |                 | 4 marzo 2010     |                 |
| 10 | Ricochet             |                 | 11 marzo 2010    |                 |
| 11 | Impact               |                 | 18 marzo 2010    |                 |
| 12 | The Truth Will Out   |                 | 25 marzo 2010    |                 |
| 13 | Great Power          |                 | 1º aprile 2010   |                 |
| 14 | Great Responsibility |                 | 8 aprile 2010    |                 |
| 15 | Bad Blood            |                 | 13 aprile 2010   |                 |
| 16 | Paying the Price     |                 | 20 aprile 2010   |                 |
| 17 | Suffer in Silence    |                 | 27 aprile 2010   |                 |
| 18 | That Type of Cop     |                 | 4 maggio 2010    |                 |
| 19 | Deadly Consequences  |                 | 11 maggio 2010   |                 |
| 20 | Walk on My Grave     |                 | 18 maggio 2010   |                 |
| 21 | Ultimatum            |                 | 25 maggio 2010   |                 |
| 22 | Intervention         |                 | 22 giugno 2010   |                 |
| 23 | Solace               |                 | 29 giugno 2010   |                 |
| 24 | The Calling          |                 | 13 luglio 2010   |                 |
| 25 | Taking a Stand       |                 | 20 luglio 2010   |                 |
| 26 | Who Dares Wins       |                 | 27 luglio 2010   |                 |
| 27 | Balance of Power     |                 | 3 agosto 2010    |                 |
| 28 | Death Knock          |                 | 10 agosto 2010   |                 |
| 29 | Tombstone            |                 | 17 agosto 2010   |                 |
| 30 | Respect (Part 1)     |                 | 24 agosto 2010   |                 |
| 31 | Respect (Part 2)     |                 | 31 agosto 2010   |                 |